# Peloponnesia culminella
Peloponnesia culminella är en fjärilsart som beskrevs av Leo Sieder 1961. Peloponnesia culminella ingår i släktet Peloponnesia och familjen säckspinnare. Inga underarter finns listade i Catalogue of Life.